# Рожден
Рожден (мкд. Рожден) је насеље у Северној Македонији, у јужном делу државе. Рожден је насеље у оквиру општине Кавадарци.

## Географија
Рожден је смештен у јужном делу Северне Македоније, близу државне границе са Грчком - 7 km јужно од насеља. Од најближег већег града, Кавадараца, насеље је удаљено 45 km јужно.
Насеље Рожден се налази у историјској области Витачево, која је у овом делу изразито планинска. Село је положено изнад долине потока Бласнице. Јужно од насеља уздиже се планина Кожуф, а западно планина Козјак. Насеље је положено на приближно 900 метара надморске висине. 
Месна клима је планинска због знатне надморске висине.

## Становништво
Рожден је према последњем попису из 2021. године имао 5 становника.
Претежна вероисповест месног становништва је православље.
| Национални састав према попису из 2021.‍ | Национални састав према попису из 2021.‍ | Национални састав према попису из 2021.‍ | Национални састав према попису из 2021.‍ | Национални састав према попису из 2021.‍ |
| --------------------------------------- | --------------------------------------- | --------------------------------------- | --------------------------------------- | --------------------------------------- |
|                                         |                                         |                                         |                                         |                                         |
| Македонци                               | Македонци                               |                                         | 2                                       | 40%                                     |
| непописани                              | непописани                              |                                         | 3                                       | 60%                                     |